# 114828 Ricoromita
114828 Ricoromita è un asteroide della fascia principale. Scoperto nel 2003, presenta un'orbita caratterizzata da un semiasse maggiore pari a 2,4745941 au e da un'eccentricità di 0,1731320, inclinata di 4,58355° rispetto all'eclittica.
L'asteroide è dedicato al programmatore italiano Enrico Romita.